# 세베르나야제믈랴 제도

세베르나야제믈랴 제도

세베르나야제믈랴 제도(러시아어: Северная Земля, '북쪽의 영토')는 북빙양의 섬으로, 면적은 약 3만 6712km2이고, 타이미르반도의 북쪽에 위치해 있고 그 사이에는 빌키츠키 해협이 있다. 이 제도의 서쪽에는 카라해가, 동쪽에는 랍테프해가 있다.
이 제도는 크라스노야르스크 지방 타이미르 돌간-네네츠 자치구의 행정관할 하에 있지만, 사람이 살고 있지는 않다. 세베르나야제믈랴 제도 콤소몰레츠 섬의 아르크티체스키 곶은 아시아 대륙의 최북단지점이다.

## 역사
세베르나야제믈랴 제도는 1913년 수로측량사인 보리스 빌키츠키의 북빙양 탐험대가 발견하였다. 최초에 탐험대는 이 섬을 "타이바이"(Тайбай) 또는 "바이가치"(Байгач)라고 불렀으나, 1914년 2월 23일 러시아 해양부는 명령서 칙령 제 14호를 통해 당시 러시아 제국 황제 니콜라이 2세의 이름을 딴 "제믈랴 니콜라야 II"(니콜라이 2세의 땅)으로 공식적인 명칭을 제정한다. 누가 이 명칭을 최초로 발기했는지는 아직도 러시아 내에서 계속 논란이 되고 있으나, 아무튼 발견자인 보르시 빌키츠키는 칙령 제 14호가 발표되기 전부터 이후 20년 동안 이 명칭에 찬성 입장이었다는 사실은 잘 알려져있다. 최초 발견시 이 제도는 하나의 단일 섬이라 여겨지기도 했다.
1926년 1월 11일 러시아 혁명 이후 러시아 중앙집행위원회(Всероссийский Центральный Исполнительный Комитет)는 이 제도를 기존의 "제믈랴 니콜라야II"에서 "세베르나야 제믈랴"라는 명칭으로 수정한다. 체사레비치 알렉세이 섬은 "말르이 타이미르"(작은 타이미르)로 바뀐다. 1931-1993년 동안 소련의 탐험가 니콜라이 우르반체프가 새로운 섬들을 추가로 발견하였고, 이들은 피오네르, 콤소몰레츠, 볼셰비크, 옥챠브리스카야 레볼류치야, 슈미트 등으로 명명된다.
2006년 12월 1일 타이미르 자치구 의회는 세베르나야제믈랴 제도를 옛 명칭인 "제믈랴 니콜라야 II"로 바꾸고, 말르이타이미르 섬은 "차레사비치 알렉세이"로, 옥챠브리스카야레볼류치야 섬을 "스뱌타야 알렉산드라", 볼셰비크 섬을 "스뱌타야올가", 콤소몰레츠 섬을 "스뱌타야마리야", 도마시니 섬을 "스뱌타야아나스타시야"로 명칭을 바꾸는 안을 상정하였으며, 자치구 의원들은 세베르나야제믈랴 제도의 명칭의 과거 명칭 환원안에 승인하였다.
그러나 타이미르 자치구가 크라스노야르스크 지방에 통합된 이후 크라스노야르스크 지방 사법의회는 이 법안을 반대하였다.

## 지리
4개의 큰 섬과 여러 개의 작은 섬으로 이루어져 있으며, 빌키츠키 해협을 사이에 두고 러시아 본토와 연결되어 있다. 대부분 빙하로 덮여 있다. 동식물은 거의 없으나, 여우와 해조는 약간 있다. 세베르나야제믈랴 제도는 북빙양의 중앙에 위치해있다. 서쪽으로는 카라해와, 동쪽으로는 랍테프해와 접한다. 크라스노야르스크 지방의 첼륙신 곶과 130km정도의 빌키츠키 해협을 사이에 두고 마주하고 있으며, 해협의 가장 좁은 지역은 제도의 최남단인 트란제섬과 마주하는 부분으로 약 56km이고, 가장 넓은 지역은 제믈랴노이 곶과 슈미트 섬이 마주하는 부분으로 약 470km이다.
제도의 최북단은 콤소몰레츠 섬의 아르크티체스키 곶(북위 81° 16' 22.92")으로, 북극점과의 거리는 990,7km이다. 그렇기 때문에 이 지역은 북극 탐험의 시작 관문으로 자주 이용된다.. 최남단은 볼셰비크 섬의 녜우포코예프 곶(북위 77° 55' 11.21")이고, 최서단은 슈미트 섬의 이름 없는 곶(정식 명칭이 없음, 동경 90° 4' 42.95")이고, 최동단은 말르이타이미르 섬의 바자 곶(동경 107° 45' 55.67")이다. 최북단에서 최남단까지의 거리는 380km, 최서단에서 최동단까지는 404km이다.

## 지형
세베르나야제믈랴 제도의 47% (17,5000 km2)는 빙하에 덮여있으며, 해안선의 14 %는 얼음으로 형성된 해안으로 얼음 해안의 절벽은 높이가 30m에 달한다. 제도 전체를 통틀어 20개의 높은 지점이 있는데, 최고점은 965m로 옥챠브리스카야레볼류치야 섬에 있다. 이외에 각 섬의 최고점은 볼셰비크 섬 935m, 콤소몰레츠 섬 781m, 피오네르 섬 382m, 슈미트 섬 315m이다.
빙하가 바다로 흘러나오는 지역에선 빙산이 자주 생성된다. 특히 콤소몰레츠 섬 아카데미야나우크 해안의 남부와 동부, 옥챠브리스카야레볼류치야 섬 루사노프 해안의 마투세비치 피오르드 등의 지역에서 빙산이 가장 활발히 생성된다. 이 때문에 제도의 다른 해안과는 달리 이 지역들의 해안선은 한해에 1km 내외로 계속 바뀐다. 생선된 빙산은 보통 길이가 2km를 넘지 않는다. 물론 예외도 있어, 1953년에 사상 최대의 빙산이 발견되었는데 당시 길이가 12km, 너비가 4km에 달했다.
제도에서 얼음이 덮히지 않은 곳은 자갈로 이루어진 암석 지대로, 볼셰비크 섬 전체 면적의 3분의 1를 차지한다.
세베르나야제믈랴 제도의 가장 최근 지도에는 예전의 것에 비해 강과 호수 등이 자세히 나타나있다. 길이가 20km가 넘는 강이 9개가 있는데, 콤소몰레츠 섬의 아죠르나야 강과 우샤코프 강은 길이가 각각 64km, 58km 이고, 볼셰비크 섬의 토라 강은 거의 50km에 달하며, 45km 길이의 스칼리스타야 강 등이 있다. 세베르나야제믈랴 제도의 강들은 물살이 빠르며, 계절 및 날씨에 따라 너비와 깊이가 변동하는데 여름 중반에는 눈이 녹기 시작하면서 수량이 증가한다. 다른 때에는 강의 깊이가 1m를 넘지 않는다. 강들의 표면은 9월부터 다음해 7월까지는 얼음에 덮혀있다.
큰 호수들은 그 수가 많지 않고, 보통 면적이 3km2 이내이다. 제도의 가장 큰 호수는 볼셰비크 섬에 있는 스파르타코프스코예 호수로, 면적이 약 60km2이다.

## 기후
세베르나야제믈랴 제도의 기후는 극지 해양성 기후로, 연평균 기온은 −14 °C이다. 겨울에는 기온이 최저 −47 °C까지 내려가며, 초당 40m의 강한 돌풍이 자주 분다. 여름 최고 기온은 +6,2 °C이다. 1월 평균 기온은 −28 ~ −30 °C, 7월 평균 기온은 0 ~ 2 °C이다. 연평균 강수량은 200 ~ 500 мм이며, 주로 여름에, 특히 8월에 최고에 달한다. 그러나 강수량의 대부분은 세베르나야제믈랴 제도의 북서 지역에 편중되어있고 영구 동토가 깊이 15cm 정도 쌓여있다.
극야(極夜)가 오래 지속되는데, 이 동안에 대량의 복사열이 손실된다. 그렇기 때문에 이 기간 동안의 (10월 ~ 4월) 기온은 매우 낮으며, 1월 평균 기온 −31.2 °C, 3월 −31,8 °C까지 내려간다. 지상에서는 공기가 냉각되는 과정이 일어난다.
| Golomyanniy Meteorological Station의 기후 | Golomyanniy Meteorological Station의 기후 | Golomyanniy Meteorological Station의 기후 | Golomyanniy Meteorological Station의 기후 | Golomyanniy Meteorological Station의 기후 | Golomyanniy Meteorological Station의 기후 | Golomyanniy Meteorological Station의 기후 | Golomyanniy Meteorological Station의 기후 | Golomyanniy Meteorological Station의 기후 | Golomyanniy Meteorological Station의 기후 | Golomyanniy Meteorological Station의 기후 | Golomyanniy Meteorological Station의 기후 | Golomyanniy Meteorological Station의 기후 | Golomyanniy Meteorological Station의 기후 |
| 월                                        | 1월                                       | 2월                                       | 3월                                       | 4월                                       | 5월                                       | 6월                                       | 7월                                       | 8월                                       | 9월                                       | 10월                                      | 11월                                      | 12월                                      | 연간                                      |
| ----------------------------------------- | ----------------------------------------- | ----------------------------------------- | ----------------------------------------- | ----------------------------------------- | ----------------------------------------- | ----------------------------------------- | ----------------------------------------- | ----------------------------------------- | ----------------------------------------- | ----------------------------------------- | ----------------------------------------- | ----------------------------------------- | ----------------------------------------- |
| 역대 최고 기온 °C (°F)                    | 0 (32)                                    | −1 (30)                                   | −1 (30)                                   | 1 (33)                                    | 4 (39)                                    | 14 (57)                                   | 10 (50)                                   | 9 (48)                                    | 3 (37)                                    | 0 (32)                                    | 0 (32)                                    | 0 (32)                                    | 14 (57)                                   |
| 일평균 최고 기온 °C (°F)                  | −25 (−13)                                 | −26 (−14)                                 | −24 (−11)                                 | −18 (0)                                   | −8 (17)                                   | −1 (31)                                   | 2 (35)                                    | 1 (34)                                    | −3 (26)                                   | −12 (10)                                  | −19 (−2)                                  | −23 (−9)                                  | −13 (9)                                   |
| 일일 평균 기온 °C (°F)                    | −27 (−16)                                 | −28 (−18)                                 | −27 (−16)                                 | −20 (−4)                                  | −10 (14)                                  | −2 (28)                                   | 1 (33)                                    | 0 (32)                                    | −4 (24)                                   | −14 (6)                                   | −22 (−7)                                  | −25 (−13)                                 | −15 (5)                                   |
| 일평균 최저 기온 °C (°F)                  | −31 (−23)                                 | −31 (−23)                                 | −30 (−22)                                 | −23 (−9)                                  | −12 (10)                                  | −3 (26)                                   | 0 (32)                                    | −1 (30)                                   | −6 (21)                                   | −17 (1)                                   | −25 (−13)                                 | −28 (−18)                                 | −17 (1)                                   |
| 역대 최저 기온 °C (°F)                    | −46 (−50)                                 | −44 (−47)                                 | −46 (−50)                                 | −41 (−41)                                 | −24 (−11)                                 | −13 (8)                                   | −4 (24)                                   | −11 (12)                                  | −21 (−5)                                  | −35 (−31)                                 | −43 (−45)                                 | −44 (−47)                                 | −46 (−50)                                 |
| 평균 강수일수                             | 15                                        | 14                                        | 15                                        | 13                                        | 20                                        | 19                                        | 17                                        | 19                                        | 21                                        | 20                                        | 14                                        | 15                                        | 202                                       |
| 평균 강우일수                             | 0                                         | 0                                         | 0                                         | 0                                         | 1                                         | 0                                         | 0                                         | 10                                        | 9                                         | 4                                         | 0                                         | 0                                         | 22                                        |
| 평균 강설일수                             | 15                                        | 14                                        | 15                                        | 13                                        | 19                                        | 17                                        | 9                                         | 12                                        | 17                                        | 20                                        | 14                                        | 15                                        | 180                                       |
| 출처: Weather Reports                     |                                           |                                           |                                           |                                           |                                           |                                           |                                           |                                           |                                           |                                           |                                           |                                           |                                           |

## 식생
얼음이 뒤덮이지 않은 지역이라 하더라도 매우 적은 수의 식물만이 존재할 뿐이다. 볼셰비크 섬의 극지 툰드라 식생대는 섬 전체 면적의 10% 넘지 않으며, 북으로 갈수록 점점 줄어든다. 옥챠브리스카야레볼류치야 섬의 툰드라는 전체 면적의 5% 밖에 되지 않으며, 콤소몰레츠 섬에는 아예 존재하지 않는다. 주로 이끼류와 지의류가 서식하며, 꽃을 피우는 식물로는 뚝새풀, 두메양귀비, 범의귀, 꽃다지 등이 있다.
제도에는 다양한 동물이 서식하는 편으로, 조류로는 북극 올빼미, 도요새, 흰멧새, 흰갈매기, 분홍갈매기, 흰멧새, 도둑갈매기, 풀마갈매기, 세가락갈매기, 제비갈매기, 긴꼬리오리, 솜털오리, 북극메추라기, 은갈매기가, 육상동물로는 북극곰, 야생 순록, 늑대, 레밍스 및 소형 설치류 등이 있다. 해안가에는 물개, 바다표범, 흰돌고래, 해마(랍테프 해의 고유 생물인 랍테프 해마(Odobenus rosmarus laptevi) 포함) 및 턱수염바다물범이 서식한다.

## 부속 섬과 군도

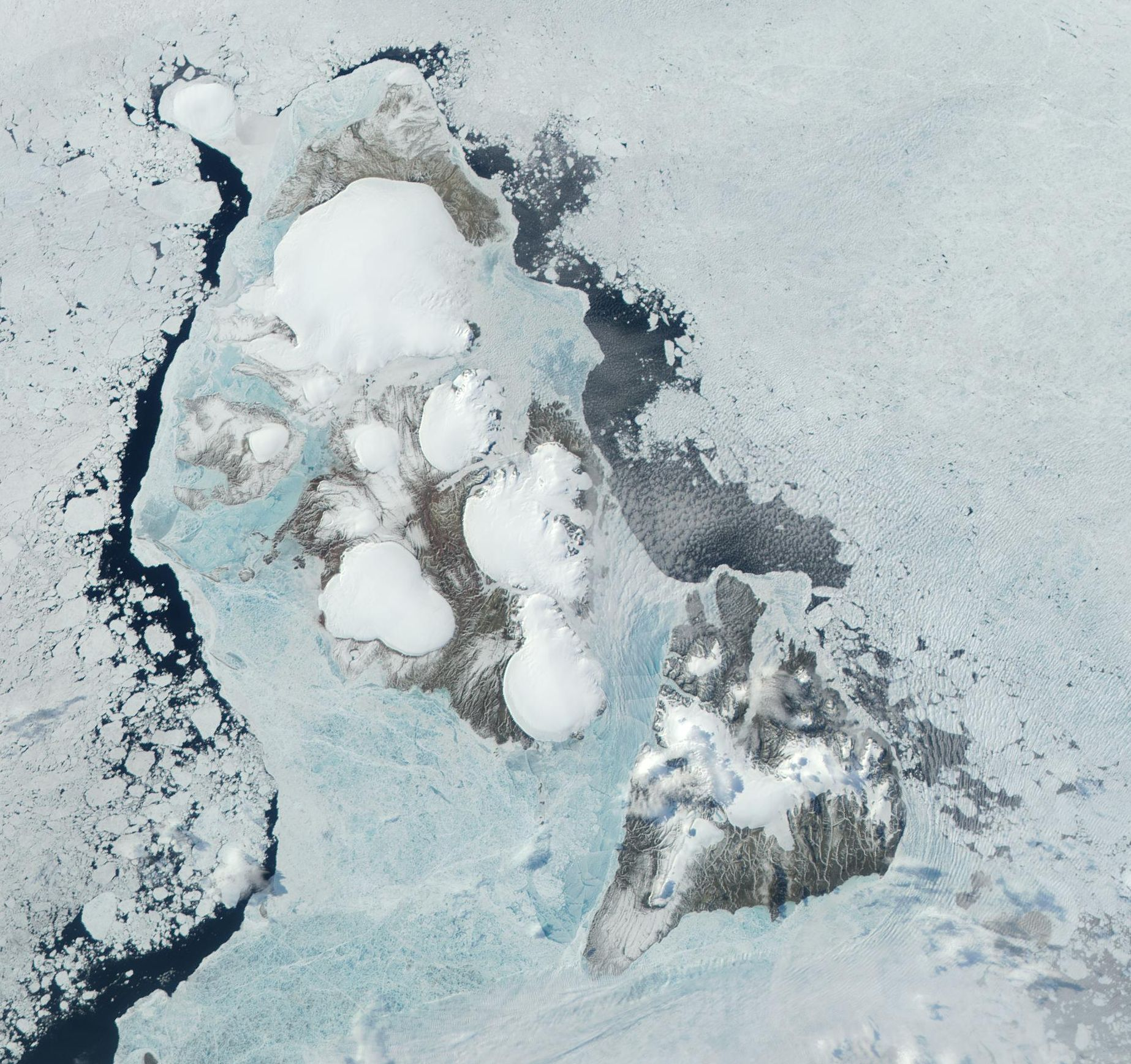
세베르나야제믈랴 제도의 NASA 위성사진.

- 볼셰비크 섬
- 콤소몰레츠 섬
- 크루프스코이 섬
- 옥탸브리스코이레볼류치 섬
- 스타로카돔스키 섬
- 슈미타 섬
- 피오네르 섬
- 말리타이미르 섬
- 나이드요느이쉬 섬

## 같이 보기
- 러시아의 섬 목록